# Belly pan

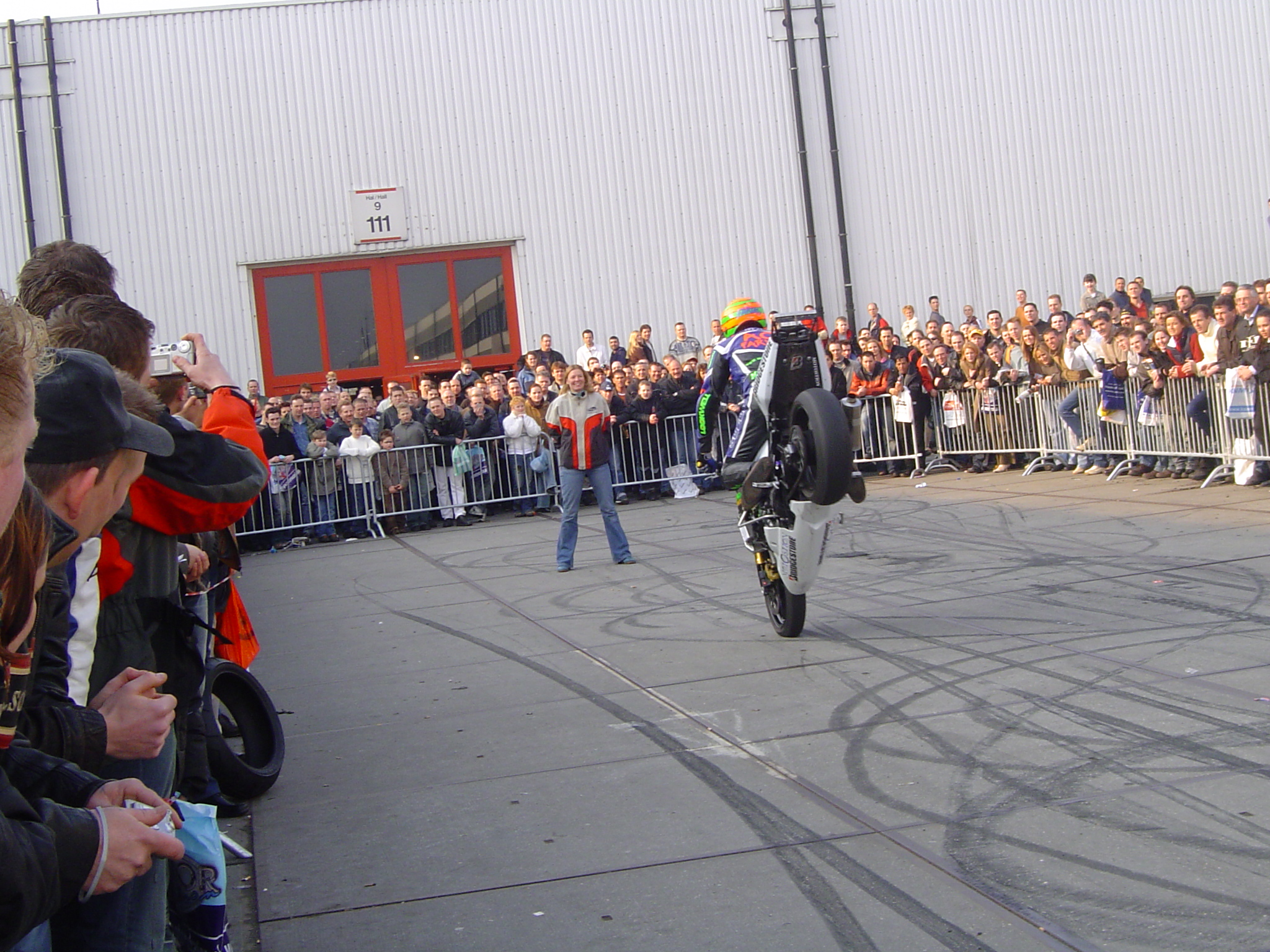
Stuntrijder AC Farias gunt het publiek een kijkje op de Belly pan van zijn suzuki. In dit geval is deze belly pan geen restant van de stroomlijnkuip, maar een accessoire dat plaats biedt aan de transfers van de sponsors.

Een Belly pan is een klein stukje stroomlijnkuip dat aan de voor-onderzijde van het frame van een motorfiets wordt bevestigd.